# Tell Sheikh Hamad
Tell Sheikh Hamad (en arabe : تل الشيخ حمد) est un site archéologique antique, situé actuellement en Syrie orientale, sur le cours bas de la rivière Khabour. Il correspond à l'ancienne cité assyrienne de Dūr-Katlimmu, qui porte le nom de Magdalu après la chute de l'Empire assyrien à la fin du VIIe siècle av. J.-C.

## Fouilles
Le site est fouillé depuis les années 1970, dans le cadre d'une étude plus large sur la région du Khabur, par des équipes allemandes de l'Université Libre de Berlin. Le fouilleur a divisé le site en cinq parties : le tell ou citadelle, les cités basses I et II et les faubourgs I et II (prospection géomagnétique entre 1999 et 2003). L'espace enceint couvre 60 hectares mais avec les faubourgs du nord et de l’est, le site couvrait une surface de 110 hectares.

## Époque médio-assyrienne
Tell Sheikh Hamad correspond peut-être à une ville mentionné à la période amorrite, Dūr-Yagid-Lim, « Fort de Yagid-Lim », fondée par un roi de Terqa (et non le roi homonyme de Mari) qui lui donna son nom ultérieur, Dūr-Katlimmu. Les prospections archéologiques ont en tout cas attesté la présence d'une occupation sur le site à l'époque amorrite (Bronze Moyen), puis à la période du royaume du Mittani (début du Bronze Récent).
Le tell est réoccupé par les Assyriens dans le courant de la seconde moitié du XIVe siècle av. J.-C., quand ceux-ci prennent le contrôle de la vallée du Khabur après avoir vaincu les rois du Mittani. La ville devient la capitale d'une province (pahūtu), dans laquelle réside un gouverneur provincial (bēl pahēte). Selon Kühne un système d'irrigation est construit sur la rive orientale du Khabur dès cette période, mais cela est contesté. Les prospections archéologiques indiquent en tout cas une diminution du nombre d'habitats dans la région durant la période de domination assyrienne, et une concentration dans des gros sites tels de Dur-Katlimmu.
Parmi les avancées scientifiques que la fouille du site a permis, il faut mentionner la remise en cause du schéma général, emprunté au Moyen Âge européen, voulant que  les villes basses renferment toujours les quartiers d’habitation du peuple : la ville basse II héberge les élites (résidences et palais luxueux). Par ailleurs, une partie d'une grande construction, le « Bâtiment P », a été mise au jour, consistant en une série de pièces allongées, qui a des fonctions d'administration et de stockage.
À l'intérieur, un lot de plus de 600 tablettes y a été exhumé. La plus grande majorité de ces textes, datant des règnes de Salmanazar Ier et Tukulti-Ninurta Ier, concerne l'administration de cet organisme : listes de biens, d'animaux, contrats, bordereaux de livraison et de stockage de céréales, etc. Ils documentent la gestion de troupeaux et de domaines agricoles par le gouverneur local et son administration. Le lot de 35 tablettes constituant la correspondance du gouverneur de Dūr-Katlimmu a particulièrement attiré l'attention, puisqu'il nous renseigne sur l'administration des territoires de la région du Khabur par les Assyriens. La ville a été au moins temporairement le lieu de résidence d'Assur-idin, sukkallu rabū (« grand vizir »), parfois aussi appelé « roi du Hanigalbat », personnage chargé de l'administration de toute la partie occidentale du royaume assyrien. Son père Qibi-Assur avant lui et son fils Ili-pada après ont également le même statut. Membres d'une branche collatérale de la famille royale assyrienne, ils fonctionnent comme des sortes de « vice-rois » assyriens facilitant l'administration des régions occidentales. Dur-Katlimmu a pu leur servir de capitale au moins à certains moments.

## Époque néo-assyrienne
Au XIe siècle av. J.-C. et dans les premières décennies du Xe siècle av. J.-C., les Assyriens perdent le contrôle de la majeure partie de la région du Khabur face aux Araméens. Cependant il n'y a pas d'indice qu'ils aient contrôlé Dur-Katlimmu, qui semble rester une enclave assyrienne, comme d'autres lieux du cours inférieur du Khabur qui semblent rester dans la mouvance assyrienne (par exemple Shadikanni).
Dur-Katlimmu redevient un centre provincial assyrien quand la région est de nouveau fermement tenue par les Assyriens au IXe siècle av. J.-C. L'arrière-pays est doté d'un canal d'irrigation important, qui permet la mise en valeur et l'occupation d'espaces jusqu'alors incultes, ce qui se voit par l'apparition de villages repérés lors de prospections archéologiques. La ville elle-même se développe, avec l'expansion d'une ville basse qui atteint au moins une soixantaine d'hectares. Elle est entourée par une muraille d'environ 4 kilomètres, et traversée par un canal. On y a dégagé plusieurs bâtiments néo-assyriens : une résidence palatiale, dans la ville haute, servant peut-être à un gouverneur, ainsi que des maisons appartenant à des membres de l'élite. Des prospections magnétiques ont révélé la présence d'autres demeures cossues. Le temple principal de la ville est dédié au dieu Salmanu ; un lieu nommé « Port de Salmanu » (Kār-Salmānu) apparaît d'ailleurs dans les tablettes, sans doute situé sur le Khabur.
Les fouilleurs ont également découverts pour l'époque néo-assyrienne quelques textes : il s'agit des archives de Shulmu-sharri (environ 150 textes, dont des textes sur tablettes en araméen, ce qui est très rare), un dignitaire important de la fin de l'empire assyrien, proche d'Assurbanipal et de son fils et successeur désigné Assur-etil-ilani, qui est alors responsable de la garnison de la ville, qui comprend des corps de chars et des services de renseignement impériaux. Personnage riche, il occupe la vaste « Maison Rouge », d'environ 5 400 m2, et dispose de domaines autour de Dūr-Katlimmu et dans d'autres provinces.

## Occupations post-assyriennes
Dūr-Katlimmu est encore occupée au début l'époque néo-babylonienne (VIe siècle av. J.-C.), comme l'attestent les fouilles de la « Maison Rouge », comprenant des niveaux des premières années suivant la chute de l'Empire assyrien en 609, ainsi que la découverte de quatre tablettes datant des débuts de la domination babylonienne, documentant ainsi une période très mal connue de la Haute Mésopotamie. Ces quatre tablettes sont en effet écrites en dialecte assyrien, ce qui montre la continuité des groupes et des traditions dans la région malgré la disparition de l'empire néo-assyrien (les témoins des documents sont issus des familles mentionnées auparavant dans les archives néo-assyriennes de Shulmu-sharri et des relations perdurent un temps avec Assur).
Des niveaux d'occupation sont encore attestés sur le tell principal du site aux époques parthe et romaine, après quoi il est déserté. Durant ces derniers siècles, la ville porte le nom de Magdalu.